# Filipići
Filipići falu Horvátországban Varasd megyében. Közigazgatásilag Novi Marofhoz tartozik.

## Fekvése
Varasdtól 10 km-re dél-délnyugatra, községközpontjától 8 km-re északnyugatra a Bednja-folyó völgyében, a folyó bal partján fekszik.

## Története
A falunak 1857-ben 72, 1910-ben 155 lakosa volt. A trianoni békeszerződésig Varasd vármegye Varasdi járásához tartozott. 2001-ben 41 háza és 139 lakosa volt.